# Notebookcheck
Das auf Hardwaretests spezialisierte Onlineportal Notebookcheck veröffentlicht seit 2005 Tests von Laptops und seit 2013 auch vermehrt von Smartphones und Tablets. Das Online-Angebot wird in derzeit 13 verschiedenen Sprachen unter verschiedenen Top-Level-Domains publiziert. Neben Hardwaretests bietet die Website auch aktuelle Nachrichten- und Artikel rund um Soft- und Hardware. Zielstellung ist es, einen möglichst guten Überblick über den Markt von mobilen Computern, Smartphones und Tablets zu bieten.
Betrieben und Herausgegeben wird das Portal von der in Wien ansässigen Notebookcheck Publishing GmbH. Deren geschäftsführende Gesellschafter Klaus A. Hinum, Stefan Hinum und J. Simon Leitner sind die drei Gründer des Portals.

## Geschichte
Anfang 2005 entschieden die drei Gründer aufgrund mangelnder Alternativen umfangreiche Testberichte von mobilen PCs zu erstellen und kostenfrei online anzubieten, da man selbst auf der Suche nach einem leistungsstarken Notebook war. Bereits ein Jahr später wurde das Angebot um 6 Sprachen erweitert.
Im Jahr 2007 erfolgte die Gründung der Notebookcheck Publishing GmbH und die Eintragung des Unternehmens beim Handelsgericht Wien, um Trägerin der redaktionellen Tätigkeiten zu werden.
Bis zum Jahr 2015 wurde das Angebot um sechs weitere Sprachen erweitert und ein umfangreiches Netzwerk von weltweit mehr als 60 freien Redakteuren geschaffen. Im selben Jahr wurde das derzeitige Design für das Portal entwickelt. Ende des Jahres erreichte Notebookcheck Platz 14 des T3n Rankings der wichtigsten Tech-Medien im deutschen Sprachraum.
Seit 2020 werden die von Notebookcheck verwendeten Server von Stromanbietern versorgt, die ausschließlich Ökostrom anbieten.

## Inhalte
Neben den hauptsächlich angebotenen Hardware-Tests bietet das Portal auch den Zugriff auf aktuelle Nachrichten der Branche, längere Artikel zu ausgewählten Themen, eine automatisierte Kaufberatung, aktuelle Hardware-Angebote und ein Forum, in dem die Leser ihre Erfahrungen austauschen können.

### Tests
Die Hardware-Tests von Notebookcheck sind hinsichtlich der durchgeführten Messungen standardisiert. Nach den allgemeinen Informationen zu dem getesteten Gerät folgen Abschnitte zum Gehäuse, der Ausstattung, den Eingabegeräten, dem Display, der Leistung, den Emissionen, der Energieaufnahme, der Akkulaufzeit und anschließend eine kurze Bewertung nebst Fazit. Alle Geräte werden einzeln getestet, es werden keine Testsieger verkündet. Allerdings werden anhand der vergeben Bewertungspunkte Bestenlisten erstellt. Die Webseite überlässt es den Lesern zu entscheiden ob sich der Kauf eines Gerätes lohnt.
Der Informationsumfang der Tests richtet sich durch die vielen zur Verfügung gestellten Messwerte eher an erfahrene Anwender. Jedoch werden die meisten kaufrelevanten Informationen in verständlicher Textform aufbereitet. Durch die umfangreiche Datenbank ist es zudem möglich die Messwerte wie Größe, Energieverbrauch, Akkuleistung und System Benchmarks mit vielen anderen Geräten zu vergleichen.
Neben den internen Tests sammelt Notebookcheck auch Links zu Gerätetests externer Anbieter. Somit lassen sich über das Angebot mehr als 5.000 interne und 40.000 externe Testberichte finden.
Die von Notebookcheck getesteten Geräte werden entweder von der Redaktion gekauft, oder von diversen Leihstellern wie Herstellern oder Händlern zur Verfügung gestellt. Leihgeräte werden nach Abschluss der Testarbeiten an die Leihsteller retourniert.

### Kaufberatung
Über Eingabefelder können Präferenzen für ein gesuchtes Gerät angegeben werden. Anhand der Testdatenbank wird eine Auswahl von Geräten angezeigt, die zu den gewählten Parametern passen.

## Reichweite
Das Portal Notebookcheck wird in 13 Sprachversionen (Deutsch, Englisch, Spanisch, Französisch, Italienisch, Niederländisch, Polnisch, Portugiesisch, Russisch, Türkisch, Schwedisch, Mandarin und Ungarisch) angeboten. Von diesen ist die englische Version unter notebookcheck.net die reichweitenstärkste.
Die IVW verzeichnete bis zu 3 Millionen Seitenaufrufe pro Monat auf notebookcheck.com. Seit dem Jänner 2016 wird die Reichweite des Portals jedoch nicht mehr von der Informationsgesellschaft zur Feststellung der Verbreitung von Werbeträgern überprüft.
Für das deutschsprachige Portal notebookcheck.com verzeichnet SimilarWeb bis zu vier Millionen Seitenbesuche pro Monat aus dem deutschen Sprachraum. International werden unter den verschiedenen Top-Level-Domains durchschnittlich mehr als 15 Millionen Seitenaufrufe pro Monat erzielt.

## Redaktion
Die Redaktion von Notebookcheck ist dezentral organisiert und besteht aus freien Mitarbeitern. Geleitet wird die Redaktion von Klaus Hinum, Stefan Hinum und Simon Leitner. Im deutschen Sprachraum arbeiten derzeit ungefähr 30 freie Redakteure für Notebookcheck, weltweit mehr als 70 Redakteure und Übersetzer. Es gibt keine festangestellten Mitarbeiter in der Redaktion, dies resultiert auch aus der weltweiten Verteilung der Zuarbeiter.

## Finanzierung
Notebookcheck finanziert sich laut eigenen Angaben nahezu vollständig aus Werbeeinnahmen. Diese teilen sich auf in Einnahmen aus Werbebannern, Advertorials und Affiliate-Links.
Um die Transparenz zu verbessern, werden bei Test die Geräteleihsteller ausgewiesen. Zudem wird eine öffentlich zugängliche Liste über angenommene Einladungen zu Presseveranstaltungen geführt.